# 메프로바메이트
메프로바메이트(Meprobamate)는 불안 완화제로 사용되는 카바메이트(carbamate) 유도체이다. 한동안 가장 많이 팔린 안정제였지만 치료지수가 더 넓고 치료 처방 용량에서 독성 위험이 낮아 심각한 부작용 발생률이 적은 벤조디아제핀으로 대체되었다.

## 같이 보기
- 리브리엄